# 布雷斯地区圣博内
布雷斯地区圣博内（法語：Saint-Bonnet-en-Bresse，法語發音：[sɛ̃ bɔnɛ ɑ̃ bʁɛs]），或纯音译作圣博内昂布雷斯，是法国勃艮第-弗朗什-孔泰大區索恩-卢瓦尔省的一个市镇，属于卢昂区。 

## 地理
布雷斯地区圣博内（46°51'14"N, 5°10'34"E）面积17.61 平方千米，位于法国勃艮第-弗朗什-孔泰大區索恩-卢瓦尔省，该省份为法国中部省份，北起顺时针与科多尔省、汝拉省、安省、罗讷省、卢瓦尔省、阿列省和涅夫勒省接壤。
与布雷斯地区圣博内接壤的市镇（或旧市镇、城区）包括：沙雷特-瓦雷讷、布雷斯地区当皮埃尔、拉沙佩勒圣索沃尔、弗龙特纳尔、皮埃尔德布雷斯、拉拉西讷斯、布雷斯地区圣迪迪耶、图特南。

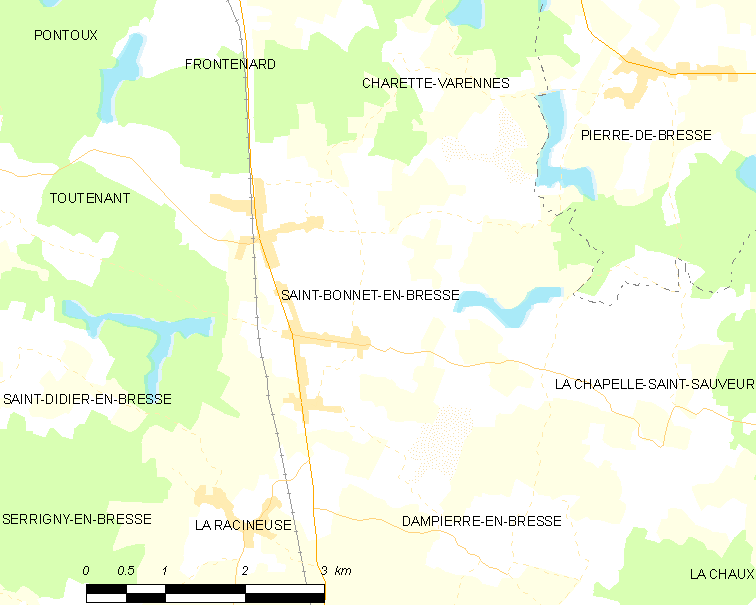
布雷斯地区圣博内的OSM定位图

布雷斯地区圣博内的时区为UTC+01:00、UTC+02:00（夏令时）。

## 行政
布雷斯地区圣博内的邮政编码为71310，INSEE市镇编码为71396。

## 政治
布雷斯地区圣博内所属的省级选区为皮埃尔德布雷斯县。

## 人口

1962-2008年间布雷斯地区圣博内人口变化图示

布雷斯地区圣博内于2022年1月1日时的人口数量为489人。